# Cornerstone
Cornerstone — рок-группа из Копенгагена (Дания). Изначально задумана как сольный проект бывшего участника группы Royal Hunt, бас-гитариста Стина Могенсена. Он пригласил в проект своего друга ударника Аллена Соренсена, а солистом стал известный после группы Rainbow Дуги Уайт. Запись для первого альбома «Arrival» провели в Дании. Роль продюсера взял на себя Могенсен, он же играл на бас-гитаре и клавишных, а на роль гитариста заступил Якоб Кьяр. Первый альбом, Arrival, группа представила публике в 2000 году в Копенгагене. Этот альбом исполнен в стиле классического хард-энд-хэви.
Следующий альбом, Human Stain, вышел в феврале 2002-го и стал более успешным среди фанатов, чем дебютная работа. К записи второго альбома привлекли гитариста Каспара Дамгаарда. Пластинка получила высокие оценки в рок-прессе. Третий релиз Cornerstone был готов уже в 2003 и вышел под названием Once Upon Our Yesterdays. В нём приняли участие клавишники Андре Андерсен и Руне Бринк, а также вокалист Дуги Уайт, чей голос также прозвучал в последнем альбоме Rainbow и в альбоме Attack!! Ингви Мальмстина.

## Дискография
- Arrival (2000)
- Human Stain (2002)
- Once Upon Our Yesterdays (2003)
- In Concert (2005)
- Two Tales of One Tomorrow (2007)